# 八王子学園都市大学
八王子学園都市大学（はちおうじがくえんとしだいがく）は、東京都八王子市にある「八王子市民」のための市民大学講座である。2004年（平成16年）9月1日に開校した。愛称は「いちょう塾」で、学校のキャッチコピーは「誰もが自由に学べる開かれた学び舎」である。

## 概要
八王子市が「だれもがいつでも多様に学び豊かな文化を育むまち」というスローガンのもと、八王子地域23の大学・短期大学・高等専門学校と企業・市民との協働によって、八王子市民が意欲をもって学ぶことのできる機会を提供することを目的として「開学」した。2015年（平成27年）から、新たに2大学が加わり、八王子地域25の大学・短期大学・高等専門学校となった。

## 大学の様子
八王子市民に限らず、18歳以上で学習意欲がある者ならば誰でも入学できる。学園都市センター（八王子駅北口前のビル）を中心に、八王子にある21の大学が八王子学園都市大学のキャンパスである。昼夜問わず、週末も開校しているので、各々生徒のライフスタイルに合わせて学習が可能である。
生徒は、八王子地域25の大学・短期大学・高等専門学校各校の特色を生かした講義や市民団体による共同授業を受けられる。尚、講座には無料の「公開講座」と有料の「一般講座」がある。また各講座が終了する際、出席日数が3分の2以上であるならば「修了証」も発行され、修了数の数によっては独自の称号記（10講座以上修了で「市民学士」、20講座以上修了で「市民修士」、30講座以上修了で「市民博士」）が与えられる。
この他、各大学の正規科目を受講しその大学が単位を認定すると、その大学の「単位」を習得できる。

## 大学の名称について
名称は、市民の142件の応募の中から決められた。
正式名称の「八王子学園都市大学」は、八王子市に住む高校生ら（応募142件中3件がこの名称であった）の案から決定した。名称の由来は「八王子市は学園都市である。」という考えからである。
愛称の「いちょう塾」は、八王子市みつい台に住む60代女性の案から決定した。愛称の由来は、八王子市の市木である「イチョウ」の木と甲州街道の「イチョウ並木」である。

## 沿革
- 2004年（平成16年）8月31日 - 八王子市の「いちょうホール」にて「八王子学園都市大学開学記念セレモニー」が開催される。
- 2004年（平成16年）9月1日 - 「八王子学園都市大学」開学。